# Мартынов, Михаил Фёдорович
Мартынов Михаил Фёдорович (1808; Мартыновка Константиноградский повет, Полтавская губерния, Российская империя — 1853; Новороссийск, Российская империя) — русский офицер, полковник, участник Персидской, Турецкой и Кавказской войн.

## Биография

### Происхождение. Начало службы
Михаил Мартынов родился в 1808 году в деревне Мартыновка Константиноградского повета Полтавской губернии, в семье отставного поручика Фёдора Андреевича Мартынова, происходившего из мелкопоместных служилых дворян той же губернии. На службу поступил 5 (17) мая 1826 года юнкером в 40-й Егерский полк. После расформирования в 1834 году этого полка, 2 (14) июня 1834 года был переведён с 1-м и 2-м батальонами в Куринский егерский полк. 3 (15) января 1831 года произведён в офицерский чин подпоручика, а 9 (21) марта 1834 года — поручика. С 15 (27) ноября 1826 года по 20 декабря 1827 года (1 января 1828) Мартынов под начальством генерал-лейтенанта князя Эристова за рекой Алазанью в походе против лезгин. В том же году 23 апреля под командованием генерал-майора Берхмана в следовании в Персию от села Шулаверы к монастырю Эчмиадзин с переходом через горы Акзибеюк и Безобдал. С 7 июня при блокаде крепости Эривани под командованием генерал-лейтенанта Бенкендорфа. C 17 по 22 июня под начальством генерал-лейтенанта Красовского.

### Русско-персидская война (1826―1828)
С началом Русско-персидской войны Мартынов участвует в блокаде крепости Эривани при закладке батарей на правом берегу реки Занги. 10 августа в перестрелке против лагеря при урочище Дженгули, в тот же день при преследовании неприятеля до селения Аштарак. 13 августа в сражении у подошвы горы Алагёз. 17 августа при Ошакане в сражении с войсками предводительствуемыми принцем Аббас-Мирзой, за что награждён Знаком отличия военного ордена Св. Георгия под № 48565. В память сей компании имеет серебряную медаль.
«За сражение 17-го августа при Ошакане с войсками предводительствуемыми принцем Аббас-Мирзой».

### Русско-турецкая война (1828—1829)
С 1829 года Мартынов под личным начальством главнокомандующего графа Паскевича Эриванского участвовал в переходе через Саганлугский хребет до реки Иноласу. 15 и 16 июня занятие высот окружающих лагерь Гакки Паши и его рекогносцировка, 19 июня при отражении конницы вышедшей из лагеря Гакки Паши и совершенном разбитии сил Арзерумского сераскира занявших под его личным начальством крепкую позицию у селения Каинлы.
В память этой компании имеет серебряную медаль за труды понесённые в ней. Высочайше пожалован не в зачёт годовым жалованием по внутреннему окладу. За отличие по службе 6 января 1831 года произведён в подпоручики.

### Кавказская война (1817—1864)

#### Участие в военных действиях 1831-го года.
После турецкой войны Мартынов под начальством генерал-лейтенанта Вельяминова в экспедиции против разных горских народов, предводительствуемых Кази-Муллою. С 17 октября по 4 января в делах у переправы через реку Сулак, занятие приступом селения Чири-Юрт, занятии аула Ачехи, при занятии и истреблении ауховаской деревни Ярыксу-Аух и в перестрелке при ней.

#### Участие в военных действиях 1832-го года.
8-го января при занятии и совершенном истреблении деревни Акташ-Аух 15-го января при занятии горы Гебек-кала у реки Саласу. 16-го февраля при занятии и истреблении деревни Казак-кичу. С 17-го по 23-е февраля в делах у деревень Алба-Юрт, Большой Самашки, Галла-Юрт, Закан-Юрт, Большой и Малый Кулары, и Алхан-Юрт. С 13-го июля по 4-е августа в экспедиции против Карабулак и Галашевцев. С 5-го августа по 1-е октября под начальством командира Отдельного Кавказского корпуса генерал-адъютанта барона Розена в экспедиции против Чеченцев. 7-го августа под начальством генерал-майора князя Бековича-Черкасского в перестрелках при истреблении деревни Ачхой, 9-го при занятия селения Нурксу под начальством полковника Шумского, 14-го при селении Гойты с засевшими в лесу Чеченцами, 15-го при следовании арьергарда отряда через Гойтинский лес под начальством полковника Шумского, 16-го при занятии деревни Тепли под начальством генерал-лейтенанта Вельяминова, 22-го при переходе через реку Аргун и следовании отряда к деревне Шали под начальством флигель-адъютанта полковника Князя Дадиана, 27-го и 28-го в перестрелках при занятии и истреблении селений Алхан-Юрт, Катар-Юрт, Назир-Юрт, Уздень-Юрт, Урус-бей-Юрт, Хазир-эрзо-Юрт, и занятии завалов при Сала-Юрте под начальством полковника Шумского. 1-го сентября в перестрелках при занятии селения Автуры.
В экспедиции к селению Беной с 7-го по 15-е сентября. 7-го числа в перестрелках при нападении на чеченские кутаны в Майртупском лесу, 8-го в перестрелке при переходе через реку Гудермес, 9-го при следовании отряда к селению Белгатой, при переходе через реку Аксай, в тот же день в деле при занятии Бенойских высот и самого Беноя, 10-го при отражении неприятеля при следовании отряда обратно из селения Беной к селению Белгатой, под начальством генерал-майора Вольховского. 11-го сентября в перестрелке при взятии и истреблении селения Дарго под начальством полковника Шумского, 13-го при отражении неприятеля при селении Гордали, 14-го в перестрелке при следовании отряда к селению Кошкельды, 18-го в перестрелке при Бога-Юрте под начальством полковника Шумского.
За отличное мужество оказанное в экспедиции с 13-го июля по 1-е октября награждён Орденом Св. Анны 4-й степени с надписью «За храбрость» и в числе прочих генералов, штаб и обер-офицеров получил Высочайшее благоволение, объявленное в приказе по Отдельному Кавказскому корпусу в 13-й день декабря 1833 года за № 177.
«За отличное мужество, оказанное в экспедиции с 13-го июля по 1-е октября 1832 года».

#### Участие в военных действиях 1833-го года.
Под командованием полковника Шумского с 12-го по 17-е августа в движении из Назранского укрепления к чеченской деревне Ачхой и обратно. Из того же укрепления с 3-го по 19 сентября к селению Ташкичу. Оттуда 19-го сентября по 30-е ноября под начальством генерал-лейтенанта Вельяминова в сборе войск в Кумыкских владениях.

#### Участие в военных действиях 1834-го года.
С 7-го по 9-е октября под командованием полковника Пулло в рассеянии хищников собравшихся в чеченском ауле Акрае и при истреблении этого аула. С 21-го по 27-е октября в движении для приведения к покорности многих не мирных чеченцев и в бывших перестрелках при истреблении аулов: Горшеки, Пшехой, Чемухой, Дауту и Таумурзы.

#### Участие в военных действиях 1835-го года.
В экспедиции в Чечню для приведения к покорности отдалённых деревень с 11-го по 25-е января и в бывших при них перестрелках: 13-го между Мирзахай-Юртом и Гуной-Юртом, 24-го в Белгатойском лесу, за что награждён орденом Св. Станислава 4-й степени (что ныне 3-я). С 26-го июля по 10-е августа в экспедиции для наказания непокорного аула Энгелик-Юрта и в бывшей при Казбек-Юрте перестрелке 29-го июля. 30-го июля при занятии Дурнай-Юрта в движении за реку Аргун. С 5-го по 11-ноября в походе для наказания деревень: Устар-Гордой и Кивсар-Юрта. С 27 декабря по 1-е января в движении за реку Гудермес для наказания деревни Кишкарой-Юрта.
«За труды понесённые при экспедиции в Чечню с 11-го по 25-е января 1835 года».

#### Участие в военных действиях 1836-го года.
С 13 января в перестрелке при занятии деревни Кишкарой-Юрт, в перестрелке при нападении горских хищников на станицу Парабачевскую и преследовании их через реку Терек за Качкалыковский хребет. С 7-го по 17-е марта в движении по Кумыкскому владению для охранения оного от внезапного вторжения в них скопищ Ташев-Хаджи. С 17-го по 20-е марта в движении в Чечню для рассеяния тех скопищ, при этом истребление 18-го марта чеченского аула Бей-Булат-Юрта и в перестрелках при отступлении от него. С 16-го апреля по 1-е мая для утверждения в покорности Качкалыковцев и Ауховцев возмущённых Ташев-Хаджой и его сообщниками. В течение мая, июня и августа в беспрерывных диверсиях по всему пространству Сунженской линии для рассеяния мятежнических партий старавшихся отклонить от покорности Российскому правительству мирных Чеченцев. В действиях для охранения Российских границ от внезапного вторжения хищнических партий, 23-го августа при истреблении ичкерийской деревни Зандак. В экспедиции под начальством исполняющего должность окружного начальника в Дагестане генерал-майора Реута, для водворения спокойствия нарушенного Шамилем. С 26-го сентября через реку Сулак и крепость Темир-хан-Шуру к Койсубулинскому селению Ирганай, а с 29-го сентября по 14-е число октября в Аварию и обратно к крепости Грозной, по 1-е ноября под начальством командовавшего 20-й пехотной дивизией генерал-майора Фези. С 17-го по 18-е декабря в движении против чеченской деревни Эрсиной и разорение её с окрестными хуторами а затем возвращение с отрядом в крепость Грозную. За участие в надзоре за работами, при постройке в 1836 году крепости Внезапной, получил в числе прочих штаб и обер-офицеров Высочайшее благоволение, объявленное в приказе по Отдельному Кавказскому Корпусу в 1837 году за № 31.

#### Участие в военных действиях 1837-го года.
С 3-го на 4-е января в движении к чеченским аулам: Хизыр-Гойта, Чихмахой, Тоип и Устурхан и в бывших при них перестрелках. С 10-го по 16-е января в движении против аулов: Катер-Юрт, Галган, Джирой, Таип, Умахан и Эльтемир а потом к аулам Пхан-Кичу, Шалажи, Джирой, Таип и Умахан в бывших при этом перестрелках. Под начальством генерал-майора Фези с 20-го по 22-е января в движении отряда к крепости Грозной за Сунжу и взятие аула Селик-Гирей и окрестных хуторов. С 23-го февраля по 1-е апреля в экспедиции в Большой Чечне. При движении к Шалаш-Юрту и Мундару, взятие и истребление их 24-го и 25 января. В движении к аулам Ачхой, Хан-Кирик, Рошни и Урус-Мартану и в бывших при этом перестрелках с 29-го по 31-е января. В движении по Мартанскому ущелью и в обратном следовании к крепости Грозной участвуя в бывших при этом перестрелках. В движении из крепости Грозной к аулу Энгель-Юрт и селению Шелах, разбитие Муллы-Уды с его сообщниками и разорении этого селения. С 4-го по 6-е февраля в движении к Койсин-Ирзу, Герменчуку и Автуру, поражение в этих местах Андийцев и Муллы-Уды, а потом в боковом движении отряда к Мискер-Юрту. С 7-го по 11-е Февраля в движении через селение Гельдиген, Мичик и Казбек-Юрт к Мискиту и далее к аулу Аллерой и обратно через Мискит и вниз по реке Аксаю до аула Кошкельды участвуя в бывших при этом перестрелках. С 15-го февраля по 8-е марта в движении отряда через Качкалыковский хребет к аулам: Гордали, Майртуп и потом через Гельдиген до Шали участвуя в бывших с 20-го по 25-е марта перестрелках, с 26-го марта по 1-е апреля в переходе отряда через реку Аргун и в следовании к аулам: Таип и Устархан до крепости Грозной и в бывших в сие время перестрелках. В движении из укрепления Ташкичу к селению Гертли и обратно, с 24-го по 25-е апреля и в бывшей при том перестрелке. За сии экспедиции Высочайше пожаловано единовременно 800 руб. ассигнациями.
В экспедиции в нагорном Дагестане с 7-го мая по 28-е октября в движении отряда из Темир-хан-Шуры через Хаджалмахинское ущелье и Казикумухское Койсу, Мардскую гору и Аварское Койсу к Карадахскому мосту и далее в Хунзах с 7-го по 28-е мая и в бывших во время того перестрелках. В движении к верховью Унцукульского ущелья и потом по направлению к аулу Ашильта и занятии его штурмом 9-го июня.

При штурме Ашильты, по засвидетельствованию генерал-майора Фези, оказывали отважность и геройскую неустрашимость все Гг. штаб и обер-офицеры и нижние чины командуемого им отряда: Апшеронцы, Куринцы, казаки, Чеченцы и Тарковцы, одушевляемые усердием, пренебрегая опасность, соревновали друг другу.
Но в особенности отличившиеся были: Куринского егерского полка, подполковник Берзуль; Апшеронского полка майоры: Шнитников и Фукс; штабс-капитаны: Вагнер, Ктитарев и Лысенко; Куринского полка штабс-капитаны: Пулло и Мартынов, поручик Терентьев и Кизлярского казачьего полка есаул Алтанов; Грузинского гренадерского полка штабс-капитан Сумбатов и 10-го класса отрядный комиссионер Шадиков; исправлявшие должность адъютантов при генерал-майоре Фези, и с самоотвержением действовавшие в сей день, адъютанты генерал-майора Фези штабс-капитан Квятковский, Кабардинского егерского полка прапорщик Бибиков и исправляющий должность адъютанта 2-й бригады 20-й пехотной дивизии поручик Корякин.
В движении отряда к Унцукулю, для открытия сообщения с Темир-хан Шурою и в подступлении к замку Шамиля Ахульго. В обстреливали замка и взятии его приступом 13-го июня, потом в поражении Али-Бека и Сурхай-Кади под Ашильтою. 15-го и 16-го июня в движении всего отряда к селению Телитль, в блокаде его и в проложении в это время повозочной дороги от Карадагского моста. С 24-го июня по 2-е июля в бомбардировании и взятии приступом части селения Телитль. Потом через Карадагский мост в Хунзах и в следовании к позиции на Бетлицкой горе для прикрытия транспортов следовавших из Темир-хан Шуры. С 21-го июля по 16-е августа в движении отряда к селениям Макскаха, Зарани и до урочища Бурундук-Кале, для устроения моста через Койсу и открытия прямого сообщения из Зарани в Темир-хан Шуру и в следовании потом в Хунзах. В движении отряда для покорения неприятельских аулов Ароты и Хороки и в завладении 26-го августа первым из них. С 29-го августа по 1-е сентября в движении к селению Короше и проложении отсюда повозочной дороги через Гозолоколо, Гоцатль и селение Мачеки с возвращением в Хунзах. 6-го и 7-го сентября в ночной экспедиции против селений средних и нижних Хородерих и их взятии. С 7-го сентября по 7-е октября в следовании отряда через Темир-хан Шуру. С 18-го по 28-е октября в конвоировании арбяного транспорта и в возвращении отряда на зимние квартиры. За эти действия всемилостивейше пожалован орденом Св. Анны 3-й степени с бантом.
«За труды понесённые в нагорном Дагестане с 7-го мая по 28-октября 1837 года».

#### Участие в военных действиях 1838-го года.
Под командой генерал-лейтенанта Фези, в нагорном Дагестане. С 3-го по 9-е июня в движении от Хазры к урочищу Аджияхур и поражении горцев горных Кубинских маголов и обратном движении в Хазры. 9-го, того же месяца, в движении от Кубы через Дербент и Темир-хан Шуру в нагорный Дагестан и обратно в Темир-хан Шуру. С 3-го июля по 3-е сентября и в бывшим при этом 6-го августа поражении скопищь Лезгин, под предводительством Шамиля и Тиндальского старшины Алачё Магомы, при урочище Бакули-Сивух и при следовании до горы Чадоты. 7-го занятие и истребление селения Энхело и окрестных хуторов. С 2-го по 21-е сентября в обратном следовании в Хазры. С 25-го по 29-е сентября в движении вверх по Самуру для усмирения возмутившихся горных Кубинских маголов и обратно в Кубу. За эти действия произведён в капитаны.

#### Участие в военных действиях 1839-го года.
«За труды понесённые в северном и нагорном Дагестане и экспедиции в земле Ичкерийцев. За занятие и истребление укрепления Ташев-Хаджи, взятии замка Саясан и дело при ауле Балансу».
Под начальством командующего войсками на Кавказской линии и в Черномории генерал-адъютанта Граббе в северном и нагорном Дагестане, в движении войск к сборному пункту у крепости Внезапной и экспедиции в земле Ичкерийцев с 9-го по 15-е мая. 10-мая при урочище Ахмет-Тала, занятие и истребление бывших там укреплений Ташев-Хаджи, 12-го мая взятие укреплённого замка Саясан и рассеяния скопищь этого возмутителя. 14-го мая дело при ауле Балансу и обратное движение к крепости Внезапной.
За этот поход всемилостивейше награждён орденом Св. Владимира 4-й степени с бантом.
Движение главного отряда от крепости Внезапной к Чиркату и Ахульго и соединение с отрядом генерал-майора Пантелеева. 23-го мая боковое движение к аулу Буртунай, 24-го сражение при Буртунае с многочисленным скопищем Шамиля и разбитии оного. 30-го мая усиленная рекогносцировка при ауле Аргуани, 31-го штурм Аргвани, и вторичное поражение скопищь Шамиля.
За это получил Высочайшее благоволение объявленное в приказе 25-го июня.
5-го июня занятие селения Чиркат, 9-го занятие лёгкими войсками селения Ашильты и обложении замка Ахульго, 12-го июня движение главных сил отряда к замку Ахульго и при осаде оного с 12-го июня по 25-е августа и в бывших при этом делах. 19-го отражение скопища Ахверды-Магомы и рекогносцировки к Старому замку. 22-го и 24-го движение к Сагритлогскому мосту и в бывшем у него деле для окончательного рассеяния скопища Ахверды-Магомы. 23-го отражение вылазки из нового замка. Июня 29-го и июля 4-го штурм и взятие приступом Сурхаевой башни.
За участие в этих делах получил Высочайшее благоволение объявленное в приказе по отдельному Кавказскому Корпусу 4-го декабря за N152.
16-го июля штурм нового замка, 29-го и 30-го дело близь Чирката при избрании пункта переправы на левый берег р. Койсу, 3-го августа форсированная переправа через реку, 4-го вторичное занятие Чирката. 17-го августа штурм ретраншементов впереди нового замка Ахульго, 22-го и 24-го штурм обеих замков: старого и нового Ахульго и совершенное покорение их, за что имеет серебряную медаль в память пребывания отряда при Ахульго. С 25-го по 30-е в движении отряда через Гимры, Темир-хан Шуру и Внезапную к Чиркею, 14-го сентября покорение этого аула. Во всех движениях отряда по день прибытия на квартиры 1-го октября. 19-го и 30-го декабря в экспедиции под начальством генерал-майора Пулло в Малую и Большую Чечню.

#### Участие в военных действиях 1840-го года.
26-го января под начальством генерал-майора Пулло в экспедиции на Мичик где уничтожены деревни: Казбек-Юрт и Баташ-Юрт в Качкалыке и Кумыкские владения. 12-го и 15-го марта движение отряда из крепости Грозной, через Хан-Кале к Гойтинскому лесу с перестрелкой, потом к деревне Алды а оттуда на левый берег Сунжи. 14-го марта дело со значительным скопищем горцев
Алхан-Юрт 28-го марта отражение значительной партии сделавшей нападение на Сунженские деревни. 27-го апреля в ночной экспедиции от Умахан-Юрта к Алхан-Юрту, при отражении и преследовании партии горцев.
1-го мая под начальством генерал-лейтенанта Голофеева, в движении в Ауховское общество и взятие с боя аула Кичень-Аух, 2-го мая уничтожение этой деревни в следовании к Акташ-Аух при нападении значительных скопищь горцев. 3-го мая движение с перестрелкой в крепость Внезапную. 5-го мая отражение партии сделавшей нападение на обоз во время движения отряда от крепости Внезапной к Герзель-Аулу. С 17-го по 24-е июня в движении отряда из Герзель-Аула к деревне Инчхе для приведения в покорность Салатовского общества и в обратном движении к Герзель-Аулу. 30-го июня в движении вверх по левому берегу р. Сунжи, при перестрелке на водопое при Алхан-Юрте, уничтожение этой деревни а также Большого и Малого Кулары и Закан-Юрта. 1-го июля истребление деревни Халой-Юрт, взятие с боя и уничтожение деревень: Большой и Малой Самашки и окончательное разорение деревни Казак-Кичу. 2-го июля обратное движение в Грозную с перестрелкой в Алхан-Юрте.

Действия Чеченского отряда 6—14 июля 1840 г.

С 6-го по 15-е июля в движении в Малую Чечню, уничтожении деревни Большой Чечень, 7-го Дуда-Юрта и посевов до Аргунского Ущелья, занятие с боя деревни Чахгери. 8-го июля при взятии завалов и уничтожение деревень: Агжанатой-Гойта, Чингурой-Юрта и Урус-Мартана. 9-го июля отражение частью отряда, под начальством флигель-адъютанта князя Белозерского-Белосельского значительной партии сделавшей нападение при фуражировке. 10-го июля истребление деревень: Чурик, Ремени, Хош, Рошни и Гехи с их садами и значительными посевами. 11-го июля поражение огромных чеченских скопищь в Гехинском лесу и в укреплённой позиции на р. Валерик, взятие штурмом завалов тут устроенных. 12-го июля истребление части деревни Ачхоя. 17-го июля в движении из крепости Грозной в Умахан-Юрт и перестрелке на водопое у Мичик-Юрта. С 27-го сентября по 18-е октября в движении в Большую Чечню. 27-го и 28-го сентября следование отряда через Хан-Калу на Белготой и Шали. 29-го сентября взятие с боя деревни Герменчук и устроение около неё укреплённого вагенбурга. 30-го октября в движении против скопищь Ахверды-Магомы к деревне Герменчук и истребление оных. 4-го октября в движении к деревне Шали, взятие и совершенное уничтожение этой деревни. 5-го октября фуражировка произведённая целым отрядом в сторону Автура. 7-го октября истребление Шалинских хуторов. 10-го октября в движении через лес занятый неприятелем к Сала-Юрту, уничтожение этой деревни, хутора Арсакай, деревни Автур и Сабай-хутора, затем обратное движение в укреплённый вагенбург при сильных натисках со стороны неприятеля. 12-го октября фуражировка произведённая целым отрядом под начальством генерал-адъютанта Граббе. 27-го октября в движении к деревне Алде, где кавалериею под начальством князя Голицына взята была баранта. 28-го октября по правому берегу р. Гойты, в переходе с перестрелкой через Гойтинский лес и занятие Урус-Мартана. 29-го октября в следовании главной колонны к деревне Гехи а колонны под начальством генерал-лейтенанта Голофеева влево для истребления хуторов и двух больших деревень: Шухин-Юрта и Малачи-Юрта. 30-го октября при занятии Валерикской позиции, деревни Ачхой и истребление колонной под начальством генерал-лейтенанта Голофеева Умахан-Юрта, Шалаусу, Таиб-Юрта и Пхан-Кичу. 1-го ноября при совершенном истреблении деревни Ачхой, в движении колонны под начальством генерал-лейтенанта Голофеева в лесу по направлению к реке Натихо. 2-го ноября в движении главных сил отряда к Казак-Кичу и колонны под начальством генерал-майора Лабинцова через Верхние Шильчихи, Айтан-Кале и Цонтери, после истребления этих деревень к Малым Шалашкам. 3-го ноября в движении колонны под начальством генерал-лейтенанта Голофеева на Матеорсу а потом на Закан-Юрт в сильном артиллерийском деле при следовании. 10-го ноября в движении к деревни Тапли. 11-го ноября в перестрелке в лесу при следовании отряда в Мискер-Юрт. 12-го ноября в движении к Герминчику и оттуда в Гельдиген. 13-го ноября при истреблении деревни Гельдиген. 14-го ноября в деле при движении отряда от Гельдигена к Майртупу. 15-го ноября при истреблении колонною под начальством полковника Фрейтага деревень Лечи-Юрт и Инда-Юрт. 16-го в движении отряда к Аку-Юрту и уничтожение колонной под начальством генерал-майора Лабинцева деревень: Бачи-Юрт и Парсуй-Юрт, а под начальством полковника князя Голицына, Фабаш, Шавдона и близ лежащих хуторов. 17-го ноября истребление деревни Аку-Юрт и движение отряда к Бату-Юрту с уничтожением его. В движении через Качкалыковский хребет в Ойсунгур и обратно в крепость Грозную и в бывших при этом делах, за что произведён в майоры.

#### Участие в военных действиях 1841-го года.
11-го и 12-го октября при движении отряда из Новороссийска под командованием начальника 1-го отделения Черноморской Береговой линии контр-адмирала Серебрякова в укрепление Геленджик и обратно с перестрелкой в арьергарде.

#### Участие в военных действиях 1842-го года.
9-го апреля при выступлении из Новороссийска в действующий отряд под начальством контр-адмирала Серебрякова в Анапу. 13-го и 14-го апреля при перестрелке с неприятелем отряда под начальством генерал-адъютанта Анрепа во время рекогносцировки окрестности р. Гостагай и при обратном следовании в Анапу. 23-го апреля выступление отряда контр-адмирала Серебрякова из Анапы на р. Гостагай и перестрелка. 24-го апреля при рекогносцировке места предполагаемого для укрепления. С 24-го по 28-е апреля при перестрелке с неприятелем на р. Гостагай. 2-го мая дело с неприятелем при р. Гостагае и сожжение аулов его. 3-го мая заложение укрепления на Гостагае. 6-го мая дело с горцами при Николаевской станице и близь Анапы где неприятель был опрокинут. 8-го мая перестрелка с неприятелем в цепи. 13-го и 14-го мая рекогносцировка к Варениковой пристани отрядом и дело с горцами на хребте Сенетх. 20-го мая рекогносцировка вверх по р. Гостагаю отрядом под начальством генерал-адъютанта Анрепа ввиду неприятеля. 28-го мая при движении отряда под начальством контр-адмирала Серебрякова к Варениковой пристани для рекогносцировки при разорении аулов и возвращение в лагерь при р. Гостагае. За дело 8-го мая, при поражении 6-тысячного скопища горцев продолжавшегося 9-ть часов и разорение 15 аулов в районе 17 вёрст к северу от Гостагаевского укрепления, произведён в подполковники. 11-го июня при поражении горцев появившихся между редутами Сефербеевским и Псехабсинским близь Анапы. 21-го июня при движении отряда к аулу Карагусейн и взятие там одного орудия. 25-го июня переход отряда из Гостагаевского укрепления по вооружении его к Варениковой пристани. 30-го заложение укрепления на Варениковой пристани. 14-го сентября при движении отряда от Варениковой пристани в землю Натухайцев до р. Псифа и обратно. 23-го октября при выступлении отряда из укрепления Варениковой пристани на зимние квартиры по день возвращения в Новороссийск, то есть по 26-е октября.
За устройство в 1842 году двух укреплений на левом берегу Кубани и надёжной переправы отряда при Варениковой пристани, Высочайшим приказом 14-го ноября 1842 года объявлено Высочайшее благоволение.
20-го ноября движение отряда под начальством контр-адмирала Серебрякова от Новороссийска к Варениковой пристани и обратно. 28-го и 29-го ноября при движении отряда из Новороссийска в ущелье Дерзуа и обратно под начальством контр-адмирала Серебрякова и сожжения там двух контрабандных судов. 8-го декабря при движении отряда из Новороссийска к Варениковой пристани и обратно.

#### Участие в военных действиях 1843-го года.
21-го октября движение колонной из форта Раевского к Гостагаю, 22-го на Варениковую пр пристань и 23-го обратно на Гостагай, 24-го и 25-го октября обратно в Новороссийск. 15-го и16-го ноября движение колонны из Новороссийска к форту Раевский по земле непокорных горцев и обратно в Новороссийск.

#### Участие в военных действиях 1844-го года.
16-го января движение под начальством контр-адмирала Серебрякова из укрепления Новороссийск через Восемнадцатигорие и хребет Маркотхе в ущелье Неберджай для наказания жителей за неприязненные против нас действия. 17-го января дело с горцами и истребление непокорных аулов, отражение арьергардом при возвращении отряда в укрепление Новороссийск сильно преследовавшего неприятеля. 16-го апреля перестрелка с горцами при обратном следовании в Новороссийск отряда препровождавшего до Кабардинского укрепления порционный скот Геленджикского укрепления. 21-го и 22-го апреля перестрелка с горцами, покушавшимися отбить скот Новороссийского укрепления. 7-го мая сбор и выступление отряда из укрепления Новороссийска для осмотра земли Натухайцев. 8-го и 9-го мая движения по разным направлениям между ф. Раевским, кр. Анапою и ст. Витязевую и прибытие отряда в укрепление Гостагай. 10-го мая движение отряда из укрепления на Варениковой пристани, 11-го движение на Гостагай, дело с горцами на возвышении близь Гостагая, сожжение 12 неприятельских аулов и прибытие отряда в укрепление Анапу. 13-го мая возвращение отряда из крепости Анапы в Новороссийск.
За отличие оказанное в делах против горцев в ущелье Неберджай Высочайшим приказом 25-го января 1845 года объявлено именное Высочайшее благоволение.

#### Участие в военных действиях 1845-го года.
8-го мая движение контр-адмирала Серебрякова двумя колоннами в форт Раевский и отряда в ущелье Ахыс для наблюдения за Натухайцами, расположение отряда от 9-го до 12-го числа отряда лагерем близь аула Хакез. Перестрелка с горцами 12-го и 13-го мая, возвращение 14-го числа в форт Раевский.

#### Участие в военных действиях 1846-го года.
10-го октября выступление колонны войск под начальством контр-адмирала Серебрякова из Новороссийска к форту Раевскому. 11-го движение в землю натухайцев по ущелью большой и малый Циокай и в ущелье Дерзуа, перестрелка горцев с арьергардом, обратное движение и истребление 13 неприятельских аулов, возвращение в форт Раевский. 12-го движение отряда к вершине Баканского ущелья и через Маркотхе и Цемесское ущелье в крепость Новороссийск. 14-го октября выступление отряда под командой контр-адмирала Серебрякова из крепости Новороссийск и прибытие 15-го в ущелье Сау, куда была бурей заброшена азовская ладья, обратное движение долиной Чусхоб до моря и в крепость Новороссийск. 30-го октября сбор отряда при форте Раевский из частей Новороссийского и Анапского гарнизонов, 31-го выступление по дороге к Гостагаю в землю натухайцев, движение по ущелью Неикяг, истребление 20 домов в ауле Псебепс, переход в ущелье Куматыр, перестрелка с жителями, разрушение всех жилищ (до двухсот), за неприязненные действия. 1-го ноября возвращение части войск в Анапу, 2-го, 3-го, и 4-го остальных через Анапу и форт Раевский в укрепление Новороссийск. За отличие в этих делах Высочайшим указом отданным 29-го июня 1847 года награждён орденом Св. Анны 2-й степени Императорской короной украшенной. Высочайшим указом 22-го августа 1847 года награждён Знаком отличия за 15 лет беспорочной службы.
«Высочайшим указом данным в 29-й день июня 1847 года за отличие награждён орденом Св. Анны 2-й степени Императорской короной украшенной».

#### Участие в военных действиях 1847-го года.
8-го января при движении отряда под начальством полковника Ясинского в долину Докос и перестрелка с партией натухайцев. 5-го июня перестрелка с горцами колонны, высланной для рубки дров из Новороссийска за хребет Маркотхе.

#### Участие в военных действиях 1848-го года.
16-го апреля при движении колонны под начальством контр-адмирала Серебрякова от крепости Новороссийск к форту Раевский, 17-го соединение с другой колонной вышедшей из крепости Анапы и общее направление отряда к укреплению Гостагаевскому. 18-го движение отряда к укреплению Варениковскому против сборища мутазигов на реке Псебепс, перестрелка арьергарда и правой цепи с горцами 3-й сотни 3-го Донского казачьего полка и всадников Анапского полуэскадрона, поддерживаемые частью пехоты и артиллерии при производстве удачной атаки на неприятеля и обращение его в бегство. 19-го апреля обратное движение отряда к Гостагаевскому укреплению и Сефербеевскому редуту. 20-го апреля возвращение одной части отряда в крепость Анапу а другой в крепость Новороссийск.
«Высочайшим указом данным в 11-й день декабря 1848-го года капитулу Россйских Императорских орденов Всемилостивейше награждён орденом Св. Георгия 4-й степени за беспорочную выслугу 25 лет в офицерском звании».

#### Участие в военных действиях 1849-го года.
Высочайшим приказом в 17-й день апреля объявлено Высочайшее именное благоволение, за то, что во вверенной ему части не было бежавших в течение положенных лет.
18-го мая при нападении горцев на команды высланные из Новороссийска для рубки дров и отражение этой партии. 9-го июня при перестрелке команды косцов Новороссийского укрепления с горцами. 28-го сентября, 19-го , 22-го, 25-го и 29-го октября при движении колонны из Новороссийского укрепления для разработки дороги в долину Неберджай и при перестрелке в это время с неприятелем.

#### Участие в военных действиях 1850-го года.
5-го мая при отражении горцев, напавших на отряд, работавший на Константиновской дороге в окрестностях Новороссийского укрепления. 27-го июля при движении отряда полковника Ясинского из форта Раевского к Гостагаевскому укреплению с перестрелкой. 28-го июля при наступательном движении того же отряда в долину Докос при этом жаркое и удачное дело с горцами, истребление хуторов, 29-го роспуск отряда. За эти действия Высочайшим приказом, 21-го марта этого года, награждён чином полковника со старшинством с 28-го июля 1850 года.
24-го и 30-го сентября при движении команды из Новороссийского укрепления в долину Озерейк и сожжение неприятельских хуторов. 8-го октября сосредоточение отряда под начальством вице-адмирала Серебрякова у форта Раевского, 9-го и 10-го октября наступательное движение отряда по Бакомскому ущелью, перестрелка с горцами, взятие с боя и истребление неприятельского судилища на реке Худахо. 11-го октября движение, по долине р. Худахо к Варениковскому укреплению. 12-го и 13-го октября обратное движение отряда через укрепление Гостагаевское, к крепости Анапа, сильная перестрелка с горцами, истребление неприятельских аулов и отбитие скота. 14-го октября роспуск отряда. За эти действия, Высочайшим приказом 4-го августа объявлено именное Высочайшее благоволение.
13-го и 15-го декабря сосредоточение в Новороссийском укреплении, под начальством вице-адмирала Серебрякова, для наказания Натухайцев. Движение отряда в Неберджаевское ущелье, сильная перестрелка с горцами и разорение неприятельских хуторов в долине Адагума, истребление неприятельских аулов и хлебных запасов жителей на обратном пути в Новороссийск.

#### Участие в военных действиях 1851-го года.
11-го января при рекогносцировке от Новороссийска к верховьям долины Неберджая и далее по Баканскому ущелью. 2-го и 5-го февраля сбор и движение отряда под начальством вице-адмирала Серебрякова от форта Раевского к Псебепсу, переход через хребты Псикяу и Муземель в долину Гостагая, истребление неприятельских жилищ горцев под начальством Хан-Оглы и возвращение на квартиры. 6-го марта удачное движение из Новороссийска за неприятельским скотом. 13-го апреля проложение просек за хребет Маркотхе отрядом вышедшим из Новороссийска и перестрелка на другой день с неприятелем при возвращении отряда. 28-го апреля при движении отряда от Новороссийска в долину Неберджай для рубки просек и перестрелка с неприятелем.
С 5-го по 13-е ноября при движении отряда вице-адмирала Серебрякова по долине Адагума и Шипси, истребление лежащих на пути неприятельских аулов Натухайцев. За отличную храбрость, мужество и распорядительность оказанную в этом деле Высочайшим указом 10-го октября 1852 года Всемилостивейше награждён золотой шашкой с надписью «За храбрость».

#### Участие в военных действиях 1852-го года.
20-го января сбор отряда при Новороссийске для наказания дальних Натухайцев. 21-го Выступление из Новороссийска. 22-го перестрелка с горцами на фуражировках и ночлеге у занятых аулов в долине Шебик. 23-го сильная перестрелка в лесу Сатуазе, атака в штыки и взятие завалов, прибытие отряда в укрепление Абинское. 24-го соединение отряда в Абине с войсками прибывшими с Черноморской кордонной линии под начальством генерал-лейтенанта Рашпилья. 25-го января выступление соединённых отрядов под начальством вице-адмирала Серебрякова, переправа через реку Бугундырь, взятие и истребление аулов: Гуссенхабль, Джармехабль и Хурумхабль с ночлегом в последнем. 26-го января истребление аулов вблизи ночлега войск, движение в долину Аитхыра, взятие с боя и истребление аулов в долине этой реки. Переправа через реку Аитхыр и взятие аула Четесахабль. 27-го обратная переправа через реку Бугундырь, упорная защита горцами аула Даустенкохабль, взятие и истребление этого аула. Прибытие в Абинское укрепление и разделение отрядов. 28-го января ночное движение отряда через лес Сатуазе. В ноч с 27-го по 28-е числа арьергардное движение к Адагуму, перестрелка с неприятелем на переправе, атака Анапского полуэскадрона, ночлег на реке Тятжягязь. 29-го января движение к Новороссийску, перестрелка с неприятелем, прибытие в Новороссийск. За оказанные в этих делах отличия Высочайшим приказом 12-го января 1853 года объявлено Высочайшее благоволение.
9-го сентября сбор отряда при укреплении Св. Духа, движение под начальством вице-адмирала Серебрякова в землю Джигетов против скопищь Магомет-Амина с перестрелкой. 10-го сентября соединение с отрядом полковника Кулюбакина. 11-го рекогносцировка майора Бибикова сильная перестрелка с неприятелем. 12-го сентября расположение отряда на позиции удаление Магомет-Амина, 13-го обратное движение отряда, истребление аулов и жатвы Джигетских старшин передавшихся эфенди, прибытие отряда в укрепление Св. Духа. За отличие в этом деле, Высочайшим приказом 11-го июля 1853 года, объявлено именное Высочайшее благоволение.
19-го сентября, прибытие главнокомандующего в Новороссийск, 20-го при выступлении Его Светлости с отрядом в долину Адагума для осмотра местности, перестрелка с горцами на марше, ночлег в долине Адагума, 21-го возвращение отряда, перестрелка с неприятелем и прибытие в Новороссийск.

## Смерть
Умер Мартынов 12 сентября 1853 года в Новороссийске, состоя на должности командира 4-го Черноморского линейного батальона. Не получив ни одного ранения в период всей своей службы, он пал жертвой тех болезней, которые свирепствовали на Черноморской береговой линии и являлись основной причиной выхода из строя личного состава войск. Место захоронения не известно.

## Награды
Отечественные
| Ордена - орден Святого Георгия 4-го кл. (№ 8033; 11.12.1848) - орден Святого Владимира 4-й ст. (1839) - орден Святой Анны 2-й ст. Императорской короной украшенный (1847) - орден Святой Анны 2-й ст. | - орден Святой Анны 3-й ст. (1837) - орден Святой Анны 4-й ст. с надписью «За храбрость» - орден Святого Станислава 4-й ст. (1835) | Медали - медаль «За персидскую войну» - медаль «За турецкую войну» - медаль «За взятие штурмом Ахульго» Оружие - золотая шашка «За храбрость» (1852) |